# Catalina Murillo Valverde
Catalina Murillo Valverde (San José, 6 de junio de 1970) es una escritora y guionista costarricense, ganadora del Premio Nacional Aquileo J. Echeverría en el año 2018 por su novela Maybe Managua. y en el año 2025 por su novela Una mujer insignificante 

## Trayectoria
El 6 de junio de 1970, nació Catalina Murillo Valverde en un taxi, en Costa Rica. 
Cursó el colegio en el Liceo Franco Costarricense. Estudió Comunicación Colectiva en la Universidad de Costa Rica y guion en La Escuela Internacional de Cine y TV (EICTV) en San Antonio de Los Baños, provincia de Artemisa, Cuba. Trabajó como guionista en las series de televisión costarricenses El Barrio y La Pensión. A los 28 años emigró a Madrid, España. Durante una década vivió en Madrid trabajando como guionista de cine y televisión, y como analista y tutora de guiones. Participó como guionista en la serie El Grupo entre otras. Ha sido jurado y lectora de guiones para concursos y festivales (Oaxaca Sundance, Ibermedia y La Feria Internacional del Libro en Costa Rica (FILCR). Fue parte del jurado del shnit Worldwide Shortfilmfestival San José en su edición del año 2018.
Ha publicado Largo Domingo Cubano (1995), Marzo todopoderoso (2003), Corredoiras y Largo Domingo Cubano (2017) y Tiembla, Memoria (2017). En el año 2018 publicó Maybe Managua con Uruk Editores. Fue la autora de la pieza teatral "Dulcinea, herstoria", publicada en 2021. A finales del 2021 lanza la novela Eloísa Vertical con la editorial Los tres editores
```
y en el 2024 
Una mujer insignificante
[
13
]
 con Alfaguara.
[
3
]
```

En 2003 comenzó a ejercer como profesora de guion en los Talleres Fuentetaja.

## Reconocimiento
En 2018 fue reconocida con el premio Aquileo J. Echeverría de Costa Rica a la mejor novela por Maybe Managua.
En 2025 fue reconocida con el premio Aquileo J. Echeverría de Costa Rica a la mejor novela por Una mujer insignificante